# Liste der Stolpersteine in Bottrop
Die Liste der Stolpersteine in Bottrop enthält alle Stolpersteine, die im Rahmen des gleichnamigen Kunst-Projekts von Gunter Demnig in Bottrop verlegt wurden. Mit ihnen soll an Opfer des Nationalsozialismus erinnert werden, die in Bottrop lebten und wirkten.

## Verlegte Stolpersteine
| Adresse                    | Verlegedatum  | Person, Inschrift | Bild | Anmerkung |
| -------------------------- | ------------- | --- | --- | --------- |
| Aegidistraße 169 ·         | 10. Okt. 2007 | Hier wohnte Franz Krawczyk Jg. 1919 Flucht Holland Verhaftet Nov. 1939 ‘Landesverrat’ Hingerichtet 12.7.1940 Zuchthaus Berlin                                                      | Stolperstein für Franz Krawczyk |           |
| Altmarkt 5 ·               | 5. Dez. 2011  | Hier wohnte Chaim Szmul Brenner Jg. 1897 Ausgewiesen 1938 Polen 1939 Bentschen Łodz/Litzmannstadt Auschwitz 1944 Dachau Ermordet 23.12.1944                                        | Stolpersteine für Familie Brenner, Bottrop |           |
| Altmarkt 5 ·               | 5. Dez. 2011  | Hier wohnte Bernhard Brenner Jg. 1921 Ausgewiesen 1938 Polen Tot 1943 in Łodz/Litzmannstadt                                                                                        | Stolpersteine für Familie Brenner, Bottrop |           |
| Altmarkt 5 ·               | 5. Dez. 2011  | Hier wohnte Samuel Brenner Jg. 1923 Ausgewiesen 1938 Polen Łodz/Litzmannstadt ???                                                                                                  | Stolpersteine für Familie Brenner, Bottrop |           |
| Altmarkt 5 ·               | 5. Dez. 2011  | Hier wohnte Tauba Brenner geb. Feigeles Jg. 1899 Ausgewiesen 1938 Polen ??? | Stolpersteine für Familie Brenner, Bottrop |           |
| Am Eickholtshof 4 ·        | 22. Okt. 2008 | Hier wohnte Levi Humberg Jg. 1887 Verhaftet 9.11.1938 Deportiert 1941 Minsk ??? | Stolpersteine für Familie Humberg, Bottrop |           |
| Am Eickholtshof 4 ·        | 22. Okt. 2008 | Hier wohnte Erich Humberg Jg. 1913 Deportiert 1941 Ghetto Łódź Ermordet | Stolpersteine für Familie Humberg, Bottrop |           |
| Am Eickholtshof 4 ·        | 22. Okt. 2008 | Hier wohnte Marga Humberg Jg. 1922 Verhaftet 9.11.1938 Deportiert 1941 Minsk ???                                                                                                   | Stolpersteine für Familie Humberg, Bottrop |           |
| Am Eickholtshof 4 ·        | 22. Okt. 2008 | Hier wohnte Werner Humberg Jg. 1928 Verhaftet 9.11.1938 Deportiert 1941 Minsk ???                                                                                                  | Stolpersteine für Familie Humberg, Bottrop |           |
| Am Kämpchen 11 ·           | 31. Okt. 2009 | Hier wohnte Else Disse | Bild gesucht Die Wikipedia wünscht sich an dieser Stelle ein Bild vom Ort mit diesen Koordinaten 51.5268799 6.9886972 . Motiv: Stolperstein Else Disse Falls du dabei helfen möchtest, erklärt die Anleitung , wie das geht. BW         |           |
| Am Lamperfeld 96 ·         | 10. Okt. 2007 | Hier wohnte Robert Brom | Bild gesucht Die Wikipedia wünscht sich an dieser Stelle ein Bild vom Ort mit diesen Koordinaten 51.5211123 6.9142551 . Motiv: Stolperstein Robert Brom Falls du dabei helfen möchtest, erklärt die Anleitung , wie das geht. BW        |           |
| Am Pferdemarkt 3 ·         | 10. Okt. 2007 | Hier wohnte Rosa Reder geb. Mayer Jg. 1899 Ausgewiesen 1938 Zbaszyn/Polen Ghetto Debica Ermordet 1944 in KZ Krakau/Plaszow                                                         | Stolpersteine für Familie Reder, Bottrop |           |
| Am Pferdemarkt 3 ·         | 10. Okt. 2007 | Hier wohnte Abraham Josef Reder Jg. 1896 Ausgewiesen 1938 Zbaszyn/Polen Ghetto Debica Ermordet 1944 in KZ Krakau/Plaszow                                                           | Stolpersteine für Familie Reder, Bottrop |           |
| Am Pferdemarkt 3 ·         | 10. Okt. 2007 | Hier wohnte Dina Reder Jg. 1923 nach Polen 1939 Zbaszyn Ghetto Debica ??? | Stolpersteine für Familie Reder, Bottrop |           |
| Am Pferdemarkt 3 ·         | 10. Okt. 2007 | Hier wohnte Minna Reder Jg. 1927 Ausgewiesen 1938 Zbaszyn/Polen Ghetto Debica KZ Bergen-Belsen überlebt                                                                            | Stolpersteine für Familie Reder, Bottrop |           |
| Am Schoolkamp 58 ·         | 12. Sep. 2005 | Hier wohnte Johann Cibulsky Jg. 1902 Gestapohaft KZ Neuengamme Für tot erklärt | Stolperstein für Johann Cibulsky, Bottrop |           |
| Bergstraße 1 ·             | 10. Okt. 2007 | Hier wohnte Eugen Blumenthal Jg. 1871 deportiert 9.2.1944 tot in Theresienstadt | Stolperstein für Eugen Blumenthal, Bottrop |           |
| Bergstraße 14 ·            | 5. Dez. 2011  | Hier wohnte David Elias Jg. 1899 ausgewiesen 1938 ??? | Stolpersteine für Familie Elias, Bottrop |           |
| Bergstraße 14 ·            | 5. Dez. 2011  | Hier wohnte Dora Elias Jg. 1925 ausgewiesen 1938 ??? für tot erklärt | Stolpersteine für Familie Elias, Bottrop |           |
| Bergstraße 14 ·            | 5. Dez. 2011  | Hier wohnte Sara Elias geb. Bernkopf Jg. 1902 ausgewiesen 1938 ??? für tot erklärt                                                                                                 | Stolpersteine für Familie Elias, Bottrop |           |
| Bergstraße 14 ·            | 5. Dez. 2011  | Hier wohnte Wilhelm Max Elias Jg. 1927 ausgewiesen 1938 ??? für tot erklärt | Stolpersteine für Familie Elias, Bottrop |           |
| Ernst-Ender-Straße 19 ·    | 4. Sep. 2006  | Hier wohnte Pelagia Scheffczyk Jg. 1915 Verhaftet 1.12.1942 ‘Kriegsspionage’ Hingerichtet 5.10.1943 Berlin-Plötzensee                                                              | Stolperstein für Pelagia Scheffczyk |           |
| Essener Straße 2 ·         | 12. Sep. 2005 | Hier wohnte Alfred Cohn Jg. 1890 Deportiert 1941 Minsk ??? | Stolpersteine für Familie Cohn, Bottrop |           |
| Essener Straße 2 ·         | 12. Sep. 2005 | Hier wohnte Gerda Cohn Jg. 1924 Flucht 1938 Holland ermordet 19.8.1942 Auschwitz                                                                                                   | Stolpersteine für Familie Cohn, Bottrop |           |
| Essener Straße 2 ·         | 12. Sep. 2005 | Hier wohnte Erna Cohn geb. Abraham Jg. 1901 Deportiert 1941 Minsk ??? | Stolpersteine für Familie Cohn, Bottrop |           |
| Essener Straße 2 ·         | 12. Sep. 2005 | Hier wohnte Herbert Cohn Jg. 1926 Deportiert Auschwitz ermordet 1945 | Stolpersteine für Familie Cohn, Bottrop |           |
| Essener Straße 17 ·        | 4. Sep. 2006  | Hier wohnte Joachim Krauthammer Jg. 1929 Deportiert 1942 ??? für tot erklärt | Stolpersteine für Familie Krauthammer, Bottrop |           |
| Essener Straße 17 ·        | 4. Sep. 2006  | Hier wohnte Heinz Krauthammer Jg. 1925 Deportiert 1942 Ermordet im KZ Buchenheim                                                                                                   | Stolpersteine für Familie Krauthammer, Bottrop |           |
| Essener Straße 17 ·        | 4. Sep. 2006  | Hier wohnte Auguste Krauthammer geb. Rosenfeld Jg. 1898 Deportiert 1942 ??? für tot erklärt                                                                                        | Stolpersteine für Familie Krauthammer, Bottrop |           |
| Essener Straße 17 ·        | 4. Sep. 2006  | Hier wohnte Eduard Krauthammer Jg. 1928 Deportiert 1942 ??? für tot erklärt | Stolpersteine für Familie Krauthammer, Bottrop |           |
| Essener Straße 17 ·        | 4. Sep. 2006  | Hier wohnte Paul Krauthammer Jg. 1928 Deportiert 1942 ??? für tot erklärt | Stolpersteine für Familie Krauthammer, Bottrop |           |
| Essener Straße 17 ·        | 4. Sep. 2006  | Hier wohnte Josef Salomon Krauthammer Jg. 1897 Deportiert 1942 ??? für tot erklärt                                                                                                 | Stolpersteine für Familie Krauthammer, Bottrop |           |
| Essener Straße 22 ·        | 12. Sep. 2005 | Hier wohnte Pater Reinhold Johann Unterberg Jg. 1893 ermordet 23.5.1940 im KZ Sachsenhausen                                                                                        | Stolperstein für Pater Reinhold Johann Unterberg, Bottrop |           |
| Förenkamp 27 ·             | 10. Okt. 2007 | Hier wohnte Bernhard Poether Jg. 1906 Verhaftet 22.9.1939 KZ Dachau Tot 5.8.1942                                                                                                   | Stolperstein für Bernhard Poether, Bottrop |           |
| Fuchsstraße 2 ·            | 9. Nov. 2021  | Hier wohnte Ernst Ender | Bild gesucht Die Wikipedia wünscht sich an dieser Stelle ein Bild vom Ort mit diesen Koordinaten 51.543282 6.941139 . Motiv: Stolperstein Ernst Ender Falls du dabei helfen möchtest, erklärt die Anleitung , wie das geht. BW          |           |
| Gungstraße 67 ·            | 31. Okt. 2009 | Hier wohnte Helene Emma Rednau | Bild gesucht Die Wikipedia wünscht sich an dieser Stelle ein Bild vom Ort mit diesen Koordinaten 51.5284995 6.9800458 . Motiv: Stolperstein Helene Emma Rednau Falls du dabei helfen möchtest, erklärt die Anleitung , wie das geht. BW |           |
| Hochstraße 12 ·            | 10. Okt. 2007 | Hier wohnte Jenny Brandt geb. Herz Jg. 1889 verzogen 1933 Deportiert 1940 Gurs 1942 Drancy ermordet in Auschwitz                                                                   | Stolperstein für Familie Brandt, Bottrop |           |
| Hochstraße 12 ·            | 10. Okt. 2007 | Hier wohnte Leo Brandt Jg. 1880 verzogen 1933 Deportiert 1940 Gurs 1942 Drancy ermordet in Auschwitz                                                                               | Stolperstein für Familie Brandt, Bottrop |           |
| Hochstraße 12 ·            | 10. Okt. 2007 | Hier wohnte Rudolf Konrad Brandt Jg. 1925 verzogen 1933 Deportiert 1940 Gurs-Drancy Auschwitz-Buchenwald ermordet 24.2.1945                                                        | Stolperstein für Familie Brandt, Bottrop |           |
| Horster Straße 22 ·        | 5. Dez. 2011  | Hier wohnte Jakob Skurnik Jg. 1881 Deportiert 1942 Ziel unbekannt ??? | Stolperstein für Jakob Skurnik |           |
| Im Scheierbruch 12 ·       | 31. Okt. 2009 | Hier wohnte Nikolaus Mungai Jg. 1901 Verhaftet 1935 Strafbataillon 999 Tot 1944 | Stolperstein für Nikolaus Mungai, Bottrop |           |
| Im Scheierbruch 23 ·       | 31. Okt. 2009 | Hier wohnte Franz Kwasigroch Jg. 1881 Im Widerstand ‘Schutzhaft’ 1933 Verhaftet 2.2.1943 Hingerichtet 22.9.1944 Dortmund                                                           | Stolpersteine für Franz und Maria Kwasigroch, Bottrop |           |
| Im Scheierbruch 23 ·       | 31. Okt. 2009 | Hier wohnte Maria Kwasigroch geb. Osowitzka Jg. 1884 Im Widerstand Verhaftet 5.2.1943 überlebt                                                                                     | Stolpersteine für Franz und Maria Kwasigroch, Bottrop |           |
| Im Sundern 35 ·            | 10. Okt. 2007 | Hier wohnte Fritz Gerischer | Bild gesucht Die Wikipedia wünscht sich an dieser Stelle ein Bild vom Ort mit diesen Koordinaten 51.5278539 6.9849888 . Motiv: Stolperstein Fritz Gerischer Falls du dabei helfen möchtest, erklärt die Anleitung , wie das geht. BW    |           |
| Kapitän-Lehmann-Straße 2 · | 31. Okt. 2009 | Hier wohnte Jakob Preker Jg. 1896 Ausgewiesen 1938 Polen Auschwitz Ermordet | Stolpersteine für Familie Preker, Bottrop |           |
| Kapitän-Lehmann-Straße 2 · | 31. Okt. 2009 | Hier wohnte Estera Preker Geb. From Jg. 1897 Ausgewiesen 1938 Polen Auschwitz Ermordet                                                                                             | Stolpersteine für Familie Preker, Bottrop |           |
| Kapitän-Lehmann-Straße 2 · | 31. Okt. 2009 | Hier wohnte Martha Preker Jg. 1930 Ausgewiesen 1938 Polen Auschwitz Ermordet | Stolpersteine für Familie Preker, Bottrop |           |
| Kirchhellener Straße 46 ·  | 12. Sep. 2005 | Hier wohnte Julius Dortort Jg. 1891 Deportiert 1942 Tot 18.1.1945 im KZ Dachau | Stolpersteine für Familie Dortort, Bottrop |           |
| Kirchhellener Straße 46 ·  | 12. Sep. 2005 | Hier wohnte Emil Dortort Jg. 1924 Flucht 1939 Belgien – Frankreich Ermordet im KZ Majdanek                                                                                         | Stolpersteine für Familie Dortort, Bottrop |           |
| Kirchhellener Straße 46 ·  | 12. Sep. 2005 | Hier wohnte Martha Dortort Jg. 1922 Deportiert 1942 Ermordet im KZ Stutthof | Stolpersteine für Familie Dortort, Bottrop |           |
| Kirchhellener Straße 46 ·  | 31. Okt. 2009 | Hier wohnte Joseph Dortort Jg. 1928 Flucht Belgien Frankreich Überlebt | Stolpersteine für Familie Dortort, Bottrop |           |
| Lehmkuhler Straße 12 ·     | 22. Okt. 2008 | Hier wohnte Bruno Seide | Bild gesucht Die Wikipedia wünscht sich an dieser Stelle ein Bild vom Ort mit diesen Koordinaten 51.5103854 6.9400928 . Motiv: Stolperstein Bruno Seide Falls du dabei helfen möchtest, erklärt die Anleitung , wie das geht. BW        |           |
| Lenbachstraße 23 ·         | 22. Okt. 2008 | Hier wohnte Josef Motyl | Bild gesucht Die Wikipedia wünscht sich an dieser Stelle ein Bild vom Ort mit diesen Koordinaten 51.5198726 6.9409445 . Motiv: Stolperstein Josef Motyl Falls du dabei helfen möchtest, erklärt die Anleitung , wie das geht. BW        |           |
| Liebrechtstraße 12 ·       | 10. Okt. 2007 | Hier wohnte Ludwig Cibulsky Jg. 1911 Im Widerstand Verhaftet 8.11.1935 Strafbataillon 999 Tot                                                                                      | Stolperstein für Ludwig Cibulsky |           |
| Liebrechtstraße 27 ·       | 4. Sep. 2006  | Hier wohnte Benedikt Rymer Jg. 1916 Verhaftet 9.3.1942 ‘Hochverrat’ Berlin-Plötzensee Hingerichtet 17.7.1942                                                                       | Stolperstein für Benedikt Rymer |           |
| Lindhorststraße 185 ·      | 31. Okt. 2009 | Hier wohnte Gertrud Tekath Jg. 1910 Eingewiesen ‘Heilanstalt’ Niedermarsberg Ermordet 4.1.1941                                                                                     | Stolperstein für Gertrud Tekath, Bottrop |           |
| Möddericher Straße 32 ·    | 4. Sep. 2006  | Hier wohnte Michael Mast | Bild gesucht Die Wikipedia wünscht sich an dieser Stelle ein Bild vom Ort mit diesen Koordinaten 51.5233748 6.9442877 . Motiv: Stolperstein Michael Mast Falls du dabei helfen möchtest, erklärt die Anleitung , wie das geht. BW       |           |
| Overbeckstraße 35 ·        | 9. Nov. 2021  | Hier wohnte August Steinsiek | Bild gesucht Die Wikipedia wünscht sich an dieser Stelle ein Bild vom Ort mit diesen Koordinaten 51.534028 6.926255 . Motiv: Stolperstein August Steinsiek Falls du dabei helfen möchtest, erklärt die Anleitung , wie das geht. BW     |           |
| Prosperstraße 3 ·          | 5. Dez. 2011  | Hier wohnte Karl-Heinz Hellmut Schönlank Jg. 1917 Flucht 1933 Holland interniert Deportiert 1942 Ermordet in Auschwitz                                                             | Stolperstein für Karl-Heinz Hellmut Schönlank, Bottrop |           |
| Rheinstahlstraße 24 ·      | 12. Sep. 2005 | Hier wohnte Hans Richert Jg. 1912 Verhaftet 1939 KZ Neuengamme Tot 27.7.1943 | Stolperstein für Hans Richert, Bottrop |           |
| Scharnhölzstraße 258 ·     | 4. Sep. 2006  | Hier wohnte Robert Mokry Zeuge Jehova Jg. 1914 Verhaftet 1940 'Wehrkraftzersetzung' Brandenburg Erschossen 25.1.1941                                                               | Stolperstein für Robert Mokry, Bottrop |           |
| Schützenstraße 23 ·        | 31. Okt. 2009 | Hier wohnte Berta Marga Redisch Geb. Drumer Jg. 1892 Ausgewiesen 1938 Polen ??? für tot erklärt                                                                                    | Stolpersteine für Familie Redisch, Bottrop |           |
| Schützenstraße 23 ·        | 31. Okt. 2009 | Hier wohnte Lene Redisch Jg. 1919 Ausgewiesen 1938 Polen ??? für tot erklärt | Stolpersteine für Familie Redisch, Bottrop |           |
| Schützenstraße 23 ·        | 31. Okt. 2009 | Hier wohnte Leo Redisch Jg. 1921 Ausgewiesen 1938 Polen ??? für tot erklärt | Stolpersteine für Familie Redisch, Bottrop |           |
| Schützenstraße 23 ·        | 31. Okt. 2009 | Hier wohnte Moses Redisch Jg. 1889 Ausgewiesen 1938 Polen ??? für tot erklärt | Stolpersteine für Familie Redisch, Bottrop |           |
| Stenkhoffstraße 119 ·      | 5. Dez. 2011  | Hier wohnte Friedrica Vyth Jg. 1864 Eingewiesen 20.3.1940 Heilanstalt Münster Eickelborn/Giessen ‘Verlegt’ 1.10.1940 Ermordet 1.10.1940 Landes-Pflegeanstalt Brandenburg Aktion T4 | Stolperstein Vyta Bottrop |           |
| Vienkenstraße 27 ·         | 10. Okt. 2007 | Hier wohnte Gustav Thorun Jg. 1892 Verhaftet 15.3.1933 ‘Hochverrat’ Tot an Haftfolgen 19.6.1939                                                                                    | Stolperstein für Gustav Thorun |           |